# Mutuo
Il mutuo è un contratto mediante il quale una parte, detta mutuante, consegna all'altra, detta mutuataria, in credito o prestito una somma di denaro o una quantità di beni fungibili, che l'altra parte si obbliga a restituire alla scadenza con altrettante cose della stessa specie, qualità o valore. Un mutuo è generalmente utilizzato dal contraente per l'acquisto di beni o servizi: tipico è il mutuo bancario richiesto per la compravendita di beni immobili oppure ristrutturazioni di edifici o quello richiesto da un imprenditore per le sue attività aziendali (es. investimenti in ricerca e sviluppo, ampliamento ecc.). 
L'erogazione di mutui erogati a garanzia delle esposizioni creditizie implica, in base alla normativa di riferimento, la determinazione del rapporto tra prestito e valore della garanzia ogetto di ipoteca (Loan-to-value, LTV). La valutazione deve seguire le finalità indicate dalla CRR3, introdotte dal Regolamento (UE) 2024/1623, ossia la necessità di stimare il Valore dell’immobile (“Property value”), ovvero il «valore che sarebbe sostenibile per la durata del prestito». In Italia il Codice delle Valutazioni Immobiliari - Italian Property Valuation Standard ha definito i criteri di "Valutazione degli immobili ai fini della concessione del credito garantito da ipoteca" (Capitolo 12).

## Storia
Il mutuum nel diritto romano fu una obbligazione re contractae (obbligazione nascente dalla consegna della cosa, o reale) in cui un mutuante trasferiva la proprietà di una quantità di un bene fungibile e consumabile ad un mutuatario, il quale si obbligava con il primo a restituirgli ad una scadenza prefissata uguale quantità delle cose fungibili ricevute e pressappoco della stessa qualità.

## Descrizione
Si tratta di un contratto reale e può essere sia a titolo gratuito sia a titolo oneroso (detto anche mutuo feneratizio), che si perfeziona con la consegna al mutuatario. È inoltre un contratto tipico la cui nozione è accolta nell'ordinamento giuridico italiano dall'art. 1813 del Codice Civile. La fattispecie regolata dall'art. 1813 è esclusivamente quella del mutuo inteso quale contratto reale, che si conclude con la consegna del danaro o dei beni fungibili, da non confondersi con i mutui finanziari, che possono validamente concludersi con il mero consenso.
Una tra le figure più diffuse nella prassi è il mutuo immobiliare, concesso per soddisfare esigenze di denaro relative all'acquisto di un bene immobile per compravendita (o, nel caso di fabbricati, anche per costruzione). Il giorno della compravendita, in presenza di acquirente, venditore e funzionario della banca, il notaio pubblica due atti: il rogito che trasferisce la proprietà dell'immobile, e l'atto di mutuo immobiliare fra banca e acquirente, allegando il piano di ammortamento.
Una particolare forma di mutuo immobiliare è il mutuo fondiario: si tratta di un mutuo immobiliare con particolari caratteristiche di durata (superiore a 18 mesi) e rapporto tra somma mutuata e valore della garanzia (non superiore all'80% secondo la legislazione vigente). In applicazione della precedente normativa sul credito fondiario, un mutuo fondiario poteva venir concesso soltanto da alcuni istituti di credito espressamente autorizzati, che svolgevano tale attività in via principale o disponevano al loro interno di una apposita Sezione Autonoma di Credito Fondiario (SACF); in seguito, anche in considerazione della crescente presenza di operatori stranieri sul mercato specifico, tale forma tecnica è stata consentita a tutti gli intermediari finanziari.
In ogni caso, il mercato dei mutui oggettivamente resta pesantemente sbilanciato in favore dei mutuanti (in genere le banche), che propongono i loro prodotti in forma di offerta unilaterale, con scarsissimo margine di negoziabilità da parte del mutuatario in ordine alle condizioni economiche ed alle altre condizioni contrattuali. L'attività di ricerca e mediazione tra banca e cliente viene svolta dal mediatore creditizio. È vero per contro che lo snellimento delle procedure ha consentito la presentazione di una gamma di prodotti di buona articolazione. Essendo contrattualizzato, non è modificabile unilateralmente da una delle parti.

## Trattazione matematica
Al tempo t=0 viene erogato un mutuo d'importo {\displaystyle M_{0}} . Tale somma viene restituita con rate costanti di importo R pagate a partire dal tempo t=1 pertanto se si considera l'anno come unità di misura allora R è la rata annuale (conoscendo la rata mensile basta moltiplicarla per 12).
Indicando con r il tasso di interesse costante con il quale viene calcolato l'interesse su debito residuo {\displaystyle M_{t}} si ha che:
{\displaystyle \ M_{t+1}=M_{t}+rM_{t}-R=(1+r)M_{t}-R}
Calcolando {\displaystyle M_{1}} cioè il mutuo dopo 1 anno si ha:
{\displaystyle \ M_{1}=(1+r)M_{0}-R}
Calcolando {\displaystyle M_{2}} cioè il mutuo dopo 2 anni si ha:
{\displaystyle \ M_{2}=(1+r)M_{1}-R=(1+r)^{2}M_{0}-R(1+r)-R}
Calcolando {\displaystyle M_{3}} cioè il mutuo dopo 3 anni si ha:
{\displaystyle \ M_{3}=(1+r)M_{2}-R=(1+r)^{3}M_{0}-R(1+r)^{2}-R(1+r)-R}
Pertanto il mutuo al tempo t sarà:
{\displaystyle \ M_{t}=(1+r)M_{t-1}-R=(1+r)^{t}M_{0}-R(1+r)^{t-1}-....-R(1+r)^{2}-R(1+r)-R}
Posto:
{\displaystyle {\begin{aligned}S_{t}:=&-R(1+r)^{t-1}-....-R(1+r)^{2}-R(1+r)-R\\=&-R\left[(1+r)^{t-1}+(1+r)^{t-2}+\dotsb +(1+r)^{2}+(1+r)+1\right]\\=&-R{\frac {(1+r)^{t}-1}{r}}\end{aligned}}}
Riscriviamo {\displaystyle M_{t}} come:
{\displaystyle {\begin{aligned}M_{t}&=(1+r)^{t}M_{0}+S_{t}\\&=(1+r)^{t}M_{0}-R{\frac {(1+r)^{t}-1}{r}}\\&=(1+r)^{t}\left(M_{0}-{\frac {R}{r}}\right)+{\frac {R}{r}}\end{aligned}}}
Poiché {\displaystyle r>0} avremo che {\displaystyle (1+r)^{t}} è strettamente crescente e diverge a {\displaystyle +\infty }, quindi quando {\displaystyle M_{0}-{\frac {R}{r}}>0}, ovvero {\displaystyle R<M_{0}r}, tale quantità tenderà ad aumentare di anno in anno rendendo impossibile saldare il mutuo. Invece se {\displaystyle R>M_{0}r} allora sarà possibile riuscire a saldare l'intero mutuo ad un certo tempo {\displaystyle t_{*}}. Volendo calcolare dopo quanto tempo il mutuo si estingue bisogna imporre la condizione:
{\displaystyle M_{t}=(1+r)^{t_{*}}\left(M_{0}-{\dfrac {R}{r}}\right)+{\dfrac {R}{r}}=0}
da cui si ottiene l'equazione esponenziale:
{\displaystyle (1+r)^{t_{*}}=\left({\dfrac {R}{R-M_{0}r}}\right)}
pertanto passando ai logaritmi si ottiene che il tempo {\displaystyle t_{*}} in corrispondenza del quale il mutuo si estingue è:
{\displaystyle t_{*}={\dfrac {\log \left({\dfrac {R}{R-M_{0}r}}\right)}{\log(1+r)}}}
mentre la rata annuale per estinguere il mutuo in un tempo annuale {\displaystyle t_{*}} al tasso di interesse r è:
{\displaystyle R={\frac {{M_{0}}r\,{{\left(r+1\right)}^{t_{*}}}}{{{\left(r+1\right)}^{t_{*}}}-1}}}
Usando il programma wxMaxima per calcolare la rata mensile di un mutuo di 100.000€ al tasso del 2% in 20 anni si ottiene una rata mensile di 505,88€ :
```
M_0
:
100000
;

t
:
20
*
12
;

r
:
0.02
/
12
;

R
:
 
(
M_0
*
r
*
(
1
+
r
)
^
t
)
 
/
((
1
+
r
)
^
t
-1
)
 
;

(
M_0
)
 
100000

(
t
)
	
240

(
r
)
	
0.001666666666666666

(
R
)
	
505.8833350451002

```

Usando il programma wxMaxima per calcolare gli anni necessari affinché un mutuo di 136.000€ al tasso del 3,5% con una rata mensile di 616€ si estingua, si ottiene un tempo di 30 anni:
```
M_0
:
136000
;

R
:
616
*
12
;

r
:
0.035
;

t
:
log
(
R
/
(
R
-
M_0
*
r
))
/
log
(
1
+
r
);

(
M_0
)
136000

(
R
)
	
7392

(
r
)
	
0.035

(
t
)
	
30.01777598822768

```

Volendo infine calcolare il tasso di interesse annuo di un mutuo di 136.000€ con una rata mensile di 616€ per 30 anni, utilizzando wxMaxima si ottengono soluzioni sia reali che complesse ma bisogna considerare soltanto quella reale positiva che risulta uguale ad r=0,035:
```
M_0
:
136000
;

R
:
616
*
12
;

t
:
30
;

to_poly_solve
([
R
=
 
(
M_0
*
r
*
(
1
+
r
)
^
t
)
 
/
((
1
+
r
)
^
t
-1
)],
 
[
r
]);

%
union
([
r
=
-1.888535594417947
],[
r
=
0.0349730024273047
],[
r
=
-0.896028170357983
*
%
i
-0.9280999599620557
],[
r
=
-0.8888109431650352
*
%
i
-1.112956586482667
],[
r
=
-0.8657146919295419
*
%
i
-0.7448171243784433
],[
r
=
-0.8445459478845543
*
%
i
-1.291928857130876
],[
r
=
-0.7988904998481778
*
%
i
-0.5704246807439609
],[
r
=
-0.7652448516065452
*
%
i
-1.457831182844293
],[
r
=
-0.6979711584231817
*
%
i
-0.4117437679963628
],[
r
=
-0.6540353194183626
*
%
i
-1.604138386579367
],[
r
=
-0.5665737683927865
*
%
i
-0.2746913425371878
],[
r
=
-0.5152397750397905
*
%
i
-1.724120178284734
],[
r
=
-0.4090913669433675
*
%
i
-0.1636448979862607
],[
r
=
-0.3562793044936652
*
%
i
-1.812932383015084
],[
r
=
-0.2293004835165864
*
%
i
-0.07964103298575065
],[
r
=
-0.1827369053504073
*
%
i
-1.86907185558138
],[
r
=
0.1827369053504073
*
%
i
-1.86907185558138
],[
r
=
0.2293004835165864
*
%
i
-0.07964103298575065
],[
r
=
0.3562793044936652
*
%
i
-1.812932383015084
],[
r
=
0.4090913669433675
*
%
i
-0.1636448979862607
],[
r
=
0.5152397750397905
*
%
i
-1.724120178284734
],[
r
=
0.5665737683927865
*
%
i
-0.2746913425371878
],[
r
=
0.6540353194183626
*
%
i
-1.604138386579367
],[
r
=
0.6979711584231817
*
%
i
-0.4117437679963628
],[
r
=
0.7652448516065452
*
%
i
-1.457831182844293
],[
r
=
0.7988904998481778
*
%
i
-0.5704246807439609
],[
r
=
0.8445459478845543
*
%
i
-1.291928857130876
],[
r
=
0.8657146919295419
*
%
i
-0.7448171243784433
],[
r
=
0.8888109431650352
*
%
i
-1.112956586482667
],[
r
=
0.896028170357983
*
%
i
-0.9280999599620557
])

```

## Mutuo bancario
Il mutuo bancario è la forma più diffusa di mutuo ed è quel prestito erogato da un istituto di credito, solitamente per importi di un certo rilievo, contro la prestazione di una garanzia. Il caso tipico è il mutuo richiesto e concesso per agevolare il mutuatario nell'acquisto di un immobile, ma vi sono anche altri tipi di mutuo, distinti per finalizzazione dell'erogazione:
- mutuo edilizio, concesso per finanziare la costruzione di un immobile
- mutuo per ristrutturazione, concesso per finanziare importanti opere di riordino di beni immobiliari
- mutuo per liquidità, concesso per particolari esigenze di disposizione di ingenti somme di denaro.
- mutuo chirografario o chirografico, un prestito non vincolato a particolari garanzie, equivale ad un prestito personale se erogato ad un privato, o ad un mutuo a medio termine (pochi anni) se erogato ad una azienda.

Esistono forme di finanziamento agevolato, non necessariamente riferite ad un rapporto di mutuo in senso giuridico, per le quali lo stato o gli enti locali possono prevedere l'applicazione di condizioni favorevoli per consentire l'accesso alla proprietà immobiliare dei nuclei familiari svantaggiati. Queste opportunità sono in genere riferite all'acquisto della prima casa d'abitazione. Le condizioni più frequentemente attinte da queste operazioni riguardano i tassi, la percentuale erogabile sul valore di perizia dell'immobile, la deducibilità degli interessi passivi, i requisiti di reddito richiesti. Talvolta alcuni enti pubblici possono direttamente operare questi finanziamenti (in Italia era ad esempio il caso della Cassa Depositi e Prestiti). Queste forme di finanziamento sono nel parlare comune non di rado confuse nel termine "mutuo", sebbene da un punto di vista giuridico questa denominazione non sia sempre corretta.

### Procedure più consuete di erogazione di mutuo immobiliare
Il contratto di mutuo, fra tutti i contratti tipici, sviluppa una delle più articolate e complesse fasi preparatorie (precontrattuali). Stante una certa libertà consentita alle parti, la sequenza delle azioni che conducono all'erogazione potrebbe variare da caso a caso, ma la scaletta che più frequentemente si riscontra si può così riassumere:
- Apertura dell'istruttoria:
l'aspirante mutuatario presenta la richiesta di concessione di mutuo, indicando i dati tecnici ed economici necessari al mutuante per la valutazione preliminare della domanda e che riguardano tanto l'aspetto soggettivo (condizioni economiche del richiedente) quanto quello finalistico (scopo della richiesta - es. acquisto di casa); accessoriamente si produce opportuna documentazione (compromesso, atto di provenienza del bene da acquistare, documentazione catastale dello stesso, ecc.)
- Perizia ed altri accertamenti:
il bene presentato a garanzia del credito deve essere esaminato da un perito di fiducia del mutuante, un valutatore immobiliare, il quale deve individuarlo con precisione, descriverne consistenza e caratteristiche giuridiche e tecniche ed indicarne il valore (v. oltre) secondo le tecniche di estimo catastale; a seconda dei casi possono svolgersi altri accertamenti, in ordine a particolari situazioni di fatto e di diritto. Il perito, in genere, è un esperto di estimo catastale e appartiene a una società di servizi o svolge la libera professione. Raramente è dipendente dell'istituto di credito.
- Chiusura dell'istruttoria:
l'istruttoria, a seguito dell'esame delle condizioni economiche e di diritto riguardanti la qualità del soggetto richiedente e della garanzia proposta, si chiude o con la delibera di concessione oppure con il rifiuto; in quest'ultimo caso, la comunicazione al mutuatario di rigetto della domanda è più frequentemente trasmessa in modo informale e la maggior parte delle istruttorie non andate a buon fine non hanno una chiusura formale.
- Atto di mutuo:
con l'atto di mutuo, che per i casi di compravendita è in genere erogato contemporaneamente all'atto di compravendita, il contratto entra in pieno effetto, il mutuante consegna il capitale erogato al mutuatario e vengono eseguite le formalità relative alla garanzia prestata, che può essere fornita dal mutuatario o da terzi (iscrizione di ipoteca). In precedenza si avevano per prassi due atti di mutuo per ciascuna pratica: il primo, detto "atto condizionato" sanciva con una certa approssimazione le condizioni contrattuali che sarebbero state applicate, mentre il secondo, detto "atto definitivo", perfezionava l'operazione con una virtuale (ma formalmente valida) posterità rispetto al contratto di compravendita immobiliare cui l'operazione di mutuo si legava. Nel tempo intercorrente fra la delibera e la stipula del mutuo il richiedente ha facoltà di optare per un prodotto differente con la stessa banca o di rinunciare al mutuo, rimborsando una parte delle spese di perizia e di istruttoria all'istituto di credito.

I preventivi rilasciati prima di iniziare l'istruttoria non sono vincolanti per la banca, che dopo la delibera potrebbe applicare spread e spese accessorie differenti.

### Modalità di rimborso
Il rimborso della somma mutuata avviene generalmente secondo un piano di ammortamento concordato con il mutuatario. Tale piano può prevedere sia il rimborso del prestito a rate posticipate decrescenti, comprensive di quote di capitale costanti e quote di interessi decrescenti pagate sul residuo del debito, sia il rimborso a rate posticipate costanti, comprensive di quote di capitale crescenti e di quote di interesse decrescenti.
La scadenza delle rate è convenuta fra le parti, ma spesso si tratta di semplice adesione a condizioni generali non negoziabili dell'istituto di credito, quindi può essere mensile, bimestrale, trimestrale, semestrale o annuale, ma possono essere liberamente convenuti anche intervalli diversi.
La scadenza delle rate non necessariamente coincide con le scadenze di capitalizzazione, alle quali (specialmente per i tassi indicizzati) si ricalcola l'ammontare del debito e si aggiorna conseguentemente il piano d'ammortamento.

### Determinazione dell'interesse dovuto
Il tasso d'interesse applicato è determinato in funzione di alcuni fattori come il rischio soggettivo connesso alle caratteristiche economiche del mutuatario, ma in genere fa diretto riferimento a politiche economiche generali dell'istituto mutuante. In ogni caso dipende dal costo di provvista, cioè al costo al quale il mutuante acquista il denaro da impiegare nell'operazione. Considerando che qualunque banca adotta il meccanismo della riserva frazionaria, che nell'area dell'euro è pari al 2%, il costo di provvista potrebbe in realtà essere molto basso o quasi inesistente e tale da non giustificare dal punto di vista meramente economico l'applicazione di un interesse.

#### Mutui a tasso fisso e variabile
I mutui e piani di ammortamento si distinguono in prestiti a tasso fisso e a tasso variabile. Con i mutui a tasso fisso, il cliente corrisponde sempre lo stesso interesse alla banca per tutta la durata del mutuo, mentre a tasso variabile pagherà in base all'andamento mensile dei tassi di interesse.
Il tasso fisso è vantaggioso per il cliente se l'interesse dei prestiti sale al di sopra di quello (invariato nel tempo) del proprio mutuo.
Il tasso variabile espone al rischio di arrivare ad una rata sensibilmente più alta di quella iniziale se i tassi salgono, rata che potrebbe compromettere la capacità di rimborso del cliente. A parziale attenuazione di tale rischio di insolvenza, esistono forme particolari di mutuo a tasso variabile:
- mutuo con interest cap, detti anche mutui capped rate, ossia un tasso variabile con un valore che non può essere superato, per cui è nota fin dall'inizio la massima rata che il cliente può trovarsi a pagare;
- mutuo a tasso misto con opzione: consente al cliente se scegliere di passare da tasso fisso a variabile o viceversa, noto al momento della stipula del contratto, a una cadenza di tempo prefissata (ogni 3, 5 anni, ecc.). Ad ogni rinegoziazione sarà calcolato l'interesse in base all'Eurirs o Euribor, se si passa al tasso fisso, maggiorati di uno spread che è indicato nel contratto;
- mutui a tasso bilanciato: l'interesse è una media pesata di tasso fisso e variabile (ossia Eurirs ed Euribor), secondo un mix deciso dal cliente (50-50%, 60-40% ecc.);
- mutuo a rata fissa e durata variabile. Se il tasso d'interesse diminuisce, il tempo di ripagamento sarà più breve. In caso di aumento della quota interessi, l'orizzonte temporale del mutuo cresce di conseguenza;
- mutui a tasso misto rinegoziabile dopo un certo numero di anni.

Queste tipologie di mutuo possono essere denominate in valuta nazionale oppure in valuta estera. Se il mutuo è erogato in valuta estera, il richiedente riceve una somma in euro e dovrà restituire un debito residuo calcolato in base al cambio fra le due valute nel giorno dell'erogazione. L'ammontare di ogni rata in valuta estera è noto in base al mutuo concordato, mentre l'equivalente in euro è ricalcolato ogni mese in base al cambio corrente con la valuta straniera. I cambi in valuta estera sono soggetti al rischio di cambio, legato a una forte volatilità.
Il cliente sceglie ammontare del capitale, durata del mutuo e tipo di tasso (fisso / variabile), il mutuatario calcola di conseguenza l'interesse da applicare. Spesso non si considera il rischio specifico d'investimento: se le garanzie offerte dal cliente non sono sufficienti o sono al di sotto della media per prestiti di analoga durata e importo, è semplicemente negato l'accesso al credito.
Il tasso, principale ma non unica condizione economica del contratto, non è in genere oggetto di negoziato, ed è quindi tipicamente determinato dal mutuante; al mutuatario resta la scelta, ove possibile, fra le varie offerte del mercato, ma le differenze, spesso calcolabili in pochi decimali di tasso annuo nominale, potrebbero essere di ardua comparazione quando versate al tasso annuo effettivo globale; da molte parti si è sostenuto che l'attuale regolamentazione della materia non evita una marcata difficoltà di approccio da parte dell'ordinario consumatore.

#### Spread, EurIRS, Euribor
Il tasso di interesse è generalmente calcolato come somma di un indice di riferimento, dello spread o percentuale di guadagno della banca e di un eventuale maggiorazione-premio di rischio, legato alla singola persona fisica o giuridica che richiede il prestito. Quindi, è l'Eurirs o Euribor più lo 0.5-1% di spread per l'istituto di credito.
La banca, in realtà, non guadagna solo sullo spread, ma, in misura più rilevante, dalla differenza fra il tasso di sconto e l'indice di riferimento. La banca "compra" dalla Banca centrale il denaro al tasso di sconto e lo "rivende" a un interesse pari all'EurIRS-Euribor (più spread).
Gli indici cui si applica uno spread non indicano quanto il denaro costa alla banca, sono una media degli interessi pesata sull'ammontare dei prestiti denominati in una certa valuta, e quindi calcolati in un mercato di riferimento (quello europeo, per la valuta euro).
In questo modo, si riducono le possibilità di arbitraggio e speculazione sui tassi di interesse. Tuttavia, si crea un cartello bancario di fatto, dato che si applicano i medesimi tassi a meno di uno spread, variabile da un istituto all'altro.
La variabilità dello spread in percentuale sui tassi può essere alta (1% di spread su 4% di tasso significa un 25%), ma non quanto quella garantita da una vera concorrenza.
Essendo poi i mutui indicizzati all'EurIRS o all'Euribor e non al tasso di sconto, non sono immediati gli effetti della politica monetaria delle Banche Centrali. Una variazione del tasso di sconto agli istituti di credito può tradursi con ritardo, o proprio non dare seguito, a una variazione dei tassi di mercato.

#### Sconti sullospread
Alcuni istituti di credito praticano uno sconto sullo spread, se il rapporto fra rata e reddito è inferiore al 30%, e un ulteriore sconto se il rapporto fra ammontare del mutuo e valore dell'immobile è inferiore al 100%.
Queste condizioni garantiscono una tutela per la banca: la prima in merito a una maggiore capacità di rimborso e solvibilità del cliente; la seconda, in caso di svalutazione dell'immobile in garanzia, avendo la banca prestato meno dell'80-90% del suo valore di acquisto.

### Le garanzie
Gli istituti di credito domandano a quanti richiedono un mutuo, come detto, la formalizzazione di una valida garanzia.
Le forme di garanzia delle quali possono avvalersi gli istituti di credito sono:
- ipoteca;
- fideiussione;
- cambiale ipotecaria;
- polizze assicurative contro incendio e scoppio, sulla vita, contro il rischio di disoccupazione;
- opzioni put contro il negative equity, rischio di svalutazione dell'immobile.

La garanzia implica solitamente l'iscrizione di una ipoteca (al grado più elevato disponibile) sul bene che verrà acquistato col mutuo o su eventuali altri beni di proprietà del richiedente o di terze parti che si fanno da garanti per suo conto tramite una fideiussione. Il garante del mutuo è di solito un genitore, o un parente, che si pone come garanzia aggiuntiva per agevolare la procedura.
L'ipoteca è opponibile ai terzi dalla data in cui il notaio la iscrive presso la Conservatoria dei Registri Immobiliari e può avere una durata massima di vent'anni dalla data di iscrizione. Con l'estinzione del debito, il mutuatario (o il proprietario del bene ipotecato) ha titolo per richiedere la cancellazione dell'ipoteca; ordinariamente il mutuante fornisce un semplice documento certificante il suo "assenso a cancellazione". Va detto che, venuta meno la causa dell'ipoteca (perché il debito sia nel frattempo stato onorato), la cancellazione non è fattualmente di grande utilità: l'ipoteca deprivata di funzione di garanzia (ipoteca perenta) non produce effetti di sorta, salvo nel caso che se ne debba iscrivere un'altra.
Nel caso che nel corso del rapporto le garanzie vengano meno (ad esempio a causa di perimento dell'immobile) o ne diminuisca il valore, l'istituto di credito ha in genere facoltà di richiedere un reintegro delle garanzie, nella forma di nuovi beni da ipotecare, fideiussioni, o restituzioni parziali di debito (una revoca parziale del prestito), a seconda di quanto previsto nel contratto principale di mutuo, che può - ove convenuto - prevedere anche l'applicazione della clausola risolutiva espressa e la rescissione del contratto di mutuo.
Generalmente, gli istituti di credito non accettano le azioni come garanzia di un mutuo, in quanto le stesse sono utilizzabili dalle società emittenti come garanzia su pegno per ottenere liquidità per operazioni di fusione o acquisizione. Un pool di banche finanzia un prestito che viene garantito con le azioni del beneficiario: se non viene pagato a scadenza, l'opzione convertendo consente alle banche di trasformare il debito in azioni di proprietà di pari importo.

#### Rapporto rata-reddito e valore mutuo-prezzo acquisto
I rapporti in base ai quali gli istituti di credito valutano la fattibilità economica di una richiesta di mutuo, sono:
- rapporto rata-reddito: si considera il reddito disponibile al netto di altri mutui in corso o altri finanziamenti per credito al consumo. Il valore soglia di riferimento indicato da Banca d'Italia e adottato dalla maggior parte degli istituti di credito[2] è il 30%, ma nessuna norma della Banca Centrale vieta a priori l'erogazione di un mutuo con un rapporto rata-reddito più basso. Il valore considera la sostenibilità del mutuo rispetto al reddito nel lungo termine, non l'impatto dell'alternativa all'acquisto, l'incidenza dei canoni di locazione sul reddito disponibile.
- rapporto mutuo-prezzo di acquisto dell'immobile: la banca non eroga in genere un mutuo di importo pari al 100% del prezzo di acquisto dell'immobile e arriva a un 80%, e richiede quindi al cliente una partecipazione con capitale proprio per la quota mancante. Ad esempio per comprare un immobile con prezzo di acquisto di euro 100.000, il richiedente deve disporre di 20.000 euro di propri risparmi per pagare la quota di prezzo non coperta dal mutuo (max 80%, ovvero 80.000 euro).

Minori sono i due rapporti, minore entro certi intervalli prestabiliti è il premio di rischio specifico, associato al singolo mutuo, che la banca richiede: il cliente può ottenere uno spread minore.
È sempre stato previsto per il credito fondiario un tetto di finanziabilità in relazione al valore degli immobili posti a garanzia del medesimo, ma tale limite è variato nel corso del tempo: nella riforma del 1976 (l. 16 ottobre 1975 n. 492 e D.P.R. 21 gennaio 1976 n.7) era previsto il 50% del valore degli immobili ipotecati, poi innalzato con la legge del 1991 al 75 per cento per il credito fondiario e al 90 per cento per il credito edilizio, fino ad arrivare all'80 per cento stabilito dal TUB per i contratti di credito fondiario tout court.

### La dazione di ipoteca
L'ipoteca a garanzia del credito deve essere iscritta su un bene immobile che può essere di proprietà:
- del mutuatario, se il bene era già suo e se continuerà ad esserlo (ad esempio per i mutui di ristrutturazione o per liquidità);
- dell'alienante, se il bene è in compravendita, perché se l'erogazione del mutuo condiziona il perfezionamento della compravendita (in modo che la proprietà del bene non possa essere trasferita se non con l'ausilio del mutuante), nel momento in cui si deve iscrivere l'ipoteca il bene è ancora di proprietà dell'alienante, il quale dovrà per questo costituirsi "terzo datore di ipoteca", cioè dare un assenso (condizionato ai fini del perfezionamento della compravendita) all'iscrizione della stessa;
- di un altro soggetto, detto appunto "terzo datore di ipoteca" (non necessariamente il fideiussore), se il mutuante vi conviene.

Normalmente, il bene ipotecato viene periziato e iscritto a un valore pari a 1.5 - 2 volte il prezzo di acquisto dell'immobile.
Il valore economico dell'ipoteca, aggredibile dal creditore con il pignoramento e la vendita all'asta, non dovrebbe superare l'importo del mutuo, ovvero del debito residuo.
Il bene può essere valorizzato in diversi modi, in particolare in base ai prezzi correnti di mercato, o al prezzo che si ipotizza che l'immobile avrà in futuro al termine del pagamento del mutuo. Quest'ultimo criterio è diffuso negli Stati Uniti.
Una forma alternativa di garanzia, sempre collegata ad un vincolo ipotecario, è costituita dalla cambiale ipotecaria.
L'iscrizione ipotecaria non preclude il pieno godimento dei diritti di proprietà del mutuatario. Con la stipula del rogito notarile, il mutuatario è "proprietario dell'immobile a tutti gli effetti di legge". Ha quindi diritto di dare in locazione, sublocazione o vendere un immobile, anche se questo è ipotecato.
In caso di vendita, o l'acquirente procede a un accollo del mutuo, oppure il venditore è tenuto a estinguere il debito residuo con la banca.
Gli oneri per l'anticipata estinzione e l'opponibilità dell'accollo da parte degli istituti di credito limitavano fortemente l'esercizio dei diritti costituzionali di proprietà, su beni ipotecati.

### Iscrizione e consolidamento dell'ipoteca
L'immobile non è gravato da ipoteca il giorno stesso della stipula del rogito. Il notaio può iscrivere l'ipoteca in Conservatoria il giorno stesso del rogito, ma per essere insensibile al fallimento dell'acquirente deve attendere un periodo di tempo per il suo consolidamento.
Per i mutui fondiari, il periodo di consolidamento è abbreviato a 10 giorni rispetto ai termini ordinari previsti dalla legge fallimentare. Dopo 10 giorni dalla data dell'iscrizione, l'ipoteca si consolida in automatico e la garanzia non è più soggetta all'eventuale fallimento dell'acquirente/mutuatario pubblicato in data successiva. Il notaio controlla che non vi siano fallimenti del soggetto mutuatario o altre iscrizioni ipotecarie precedenti e comunica per iscritto alla banca che l'ipoteca è consolidata e prima in grado.

### Erogazione del mutuo
L'erogazione del mutuo può essere contestuale o differita, rispetto alla data del rogito. Se l'erogazione è differita, la banca si riserva un tempo che per legge non può andare oltre il consolidamento dell'ipoteca.
Il consolidamento dell'ipoteca implica che la banca mutuante potrebbe non erogare la somma finché l'ipoteca non è consolidata. Solo allora diventa insensibile al fallimento del mutuatario.
Il rogito ufficializza un passaggio di proprietà. Il giorno della stipula, con la firma del vecchio proprietario, l'acquirente diviene proprietario a tutti gli effetti di legge. La banca del mutuatario può accollarsi il rischio di erogare il mutuo prima del consolidamento dell'ipoteca; diversamente, il proprietario accetta un passaggio di proprietà senza avere l'intero ammontare del prezzo di acquisto.
In caso di erogazione contestuale, il funzionario della banca del mutuatario porta presso il notaio un assegno circolare ovvero denaro contante pari all'importo del mutuo.
In caso di erogazione differita, il venditore può cautelarsi facendo sottoscrivere all'acquirente un ordine di bonifico irrevocabile per il conto e la banca da lui indicati, depositato presso il notaio. Consolidata l'ipoteca, il notaio trasmetterà il certificato dell'avvenuto consolidamento e il bonifico al funzionario di banca dell'acquirente che provvederà al versamento.
Il bonifico può portare la data del rogito o successiva, fino a quella del previsto consolidamento dell'ipoteca.
Dopo la concessione del mutuo, il mutuatario ha a disposizione questi strumenti:
- Rinegoziazione con la banca
- Surrogazione presso altra banca
- Sostituzione del mutuo: estinto il vecchio mutuo, si iscrive una nuova ipoteca con un differente piano di mutuo, con la stessa banca e/o immobile o differenti.
- Accollo: cambia il nome del mutuatario, resta invariato l'immobile oggetto di ipoteca e ovviamente non cambia la banca.

L'accollo è un caso di sostituzione del precedente debitore con un nuovo debitore che si assume il debito verso la banca. Normalmente ciò avviene quando si acquista un immobile ipotecato a garanzia di debito bancario. L'acquirente paga parte del prezzo della compravendita accollandosi il mutuo del venditore. In sostanza diventa il nuovo debitore della banca alle stesse condizioni del precedente per la somma residua. Conseguentemente non si paga alcunché alla banca a titolo di spese di istruttoria, di perizia o altro e neppure al notaio salvo la parcella per la compravendita. Ovviamente però non cambiano le condizioni di mutuo (tasso d'interesse e altro) convenute tra la banca e il venditore/precedente mutuatario.
Per i mutui a tasso variabile la differenza con le condizioni correnti non è sensibile, almeno in termini di interesse, e l'accollo potrebbe essere un'opzione utile per entrambe le parti.
Se le condizioni di mercato sono molto diverse da quelle del mutuo, in particolare per l'interesse applicato, una delle due controparti opterà per la stipula di un mutuo ex novo.

### Prefinanziamento e preammortamento
Fra l'erogazione del mutuo e il decorrere della prima rata di pagamenti intercorre un periodo, durante il quale il mutuatario può essere chiamato a pagare gli interessi per la somma erogata.
Se il mutuo è garantito da un'ipoteca, il cliente pagherà gli interessi in base al tasso capitale pattuito con la banca.
Se l'erogazione precede la data del rogito, il cliente beneficia di un'apertura di credito senza garanzie reali, di un prefinanziamento, per il quale gli interessi applicati potrebbero essere più elevati.
Durante il periodo di pre-ammortamento o di prefinanziamento, il mutuatario paga solo interessi, senza estinguere il debito.
Il preammortamento ha in genere una durata variabile da uno a due mesi.
Preammortamento tecnico e prefinanziamento non sono calcolati nell'Indicatore Sintetico di Costo. Offerte all'apparenza molto vantaggiose, a volte "nascondono" dei costi come prefinanziamento.
In caso di surroga del mutuo, il prefinanziamento è escluso, e il preammortamento tecnico può essere al massimo di alcune settimane, pari a quelle intercorrenti fra l'atto notarile e l'inizio del mese successivo. Se, ad esempio, surrogo il 14 gennaio dalla banca A a B, e pago le rate a inizio mese ad A, pagherò l'intera rata a inizio gennaio (capitale più interessi), la banca A restituirà al cliente sottraendoli al debito residuo gli interessi dal 15 al 30 gennaio, e pagherò a B un preammortamento dal 16 al 30, mentre dal 1º febbraio scatterà la prima rata con la nuova banca (sia che venga pagata a inizio mese che il 28 febbraio). La surroga comporta che non sia interrotto il piano di rimborso delle rate, per cui il nuovo istituto non potrà applicare né un mese di preammortamento tecnico, né un prefinanziamento per un periodo più lungo.

#### Preammortamento tecnico
Il preammortamento tecnico è il periodo che decorre dall'erogazione del mutuo al primo giorno del mese successivo. La rata decorre dal primo giorno del mese successivo alla data di stipula del rogito. Ad esempio, per un rogito con erogazione contestuale del mutuo al 15 settembre, la rata decorrerà dal 1º ottobre. Il mutuatario pagherà un preammortamento di 15 giorni, di soli interessi.
Alcuni istituti applicano, in ogni caso, un periodo di un mese, in aggiunta al preammortamento tecnico. Se, ad esempio, il rogito è firmato il 30 settembre, la rata non decorre dal 1º ottobre con un solo giorno di preammortamento, ma dal 1º novembre.

#### Durata del preammortamento
Non esiste un limite legale alla durata del preammortamento. In alcuni prodotti finanziari, il preammortamento può durare anni, per una scelta del cliente, o come condizione contrattuale.
Nei mutui con rimborso flessibile, il cliente può optare per una rata più bassa, di soli interessi, scegliendo quando iniziare e sospendere l'estinzione del debito.

### Negative equity
Il termine negative equity si riferisce alla svalutazione del mercato immobiliare, talora associata a una svalutazione della moneta in generale. In entrambi i casi, il capitale e gli interessi da rimborsare restano invariati, non essendo indicizzati all'inflazione e al potere di acquisto reale della moneta. Può accadere, allora, che il valore del bene ipotecato, che viene nuovamente stimato a prezzi correnti di mercato, sia in quel momento inferiore al capitale prestato che dovrebbe garantire. Di questo rischio il perito estimatore che redige la perizia in base alla quale la banca eroga il mutuo, tiene direttamente debito conto nella sua valutazione, oppure l'istituto di credito applica dei correttivi di valore che tengano conto dei rischi connessi. Per questa ragione, l'immobile è solitamente valutato nell'ipotetica condizione di occupazione (locazione) e in stato di manutenzione tale da richiedere ristrutturazione, quale che ne sia lo stato effettivo reale.
Diversamente dal pegno e da altre forme di erogazione del credito, le condizioni contrattuali di un mutuo non vengono modificate con la stessa facilità. Se la garanzia perde valore, perciò, la banca non può chiedere di reintegrarla con l'ipoteca su altri beni, se questo obbligo a carico del mutuatario non era stato previsto nel contratto principale.
In caso di mancato reintegro o dell'impossibilità di chiederlo, la banca può chiedere una restituzione parziale del capitale prestato, in tempi brevi.
In caso di insolvenza, il creditore può aggredire i beni oggetto di ipoteca, eventuali fideiussioni e altri beni di proprietà dell'intestatario del mutuo.
La risoluzione espressa del contratto o la modifica delle condizioni contrattuali sono talora considerate come una pratica vessatoria nei confronti dei clienti, perché non dovrebbe valere in cause di forza maggiore. La svalutazione dell'immobile dipende dall'andamento del mercato, da cause esogene rispetto a un corretto comportamento del cliente, e non rappresentano quindi una forma di sua negligenza contrattuale, tale da giustificare variazioni unilaterali da parte dell'istituto di credito.
La svalutazione delle garanzie è parte di un rischio di impresa a carico dei mutuanti, che è loro onere coprire.
Negli Stati Uniti, è diffusa la stipula di opzioni put che danno il diritto alla banca a incassare il debito residuo del mutuo dietro cessione del credito e della garanzia ipotecaria. Si tratta di una riassicurazione per l'intero importo del mutuo.
In base alla precedente interpretazione del negative equity, è molto bassa la possibilità di un'azione di recupero del credito con i pignoramenti, per cui la banca si tutela in modo diverso, con delle cessioni pro soluto dei crediti in potenziale difficoltà di rimborso.
Il negative equity ha un secondo effetto, anche nei confronti dei mutuatari che riescono a pagare regolarmente le rate. Il cliente non può vendere l'immobile perché i prezzi non gli consentono di ripagare il debito residuo, l'affitto dell'immobile non copre l'intera rata del mutuo, il suo reddito non gli permette di pagarsi un'altra sistemazione e pagare il saldo della rata. Il mutuatario è in pratica "immobilizzato" in una casa di sua proprietà.
L'accollo del mutuo può risolvere a volte questo problema. L'acquirente accetta di pagare l'immobile "in conto capitale" al di sopra dei prezzi di mercato, accollandosi il mutuo, in cambio di una quota interessi molto più bassa, grazie alle condizioni più vantaggiose di un mutuo stipulato 10-20 anni prima.

### Inadempimento del mutuatario
A seconda delle condizioni contenute nel contratto di mutuo, nel caso di mancato o ritardato pagamento di un dato numero di rate, la banca è autorizzata a richiedere al cliente la restituzione dell'intero debito residuo (con relativi interessi), da effettuarsi entro un termine stabilito in atto; in caso di inadempienza, ha in genere titolo ad agire per la riscossione del debito, procedendo al pignoramento ed alla vendita all'asta del bene eventualmente ipotecato.
Se l'asta è al maggior offerente, il ricavato dalla vendita serve a rimborsare la lista di creditori chirografari e non. L'eventuale somma residuale eccedente i debiti (con interessi) viene restituita al debitore, in proporzione alla nuda proprietà e all'usufrutto dell'immobile. Le rate precedentemente pagate vengono trattenute dalla banca e vanno ad integrare il ricavato dell'asta per ricostituire il capitale prestato.
Secondo il Testo Unico Bancario, il mancato pagamento di 7 rate permetteva al creditore di avviare le procedure esecutive, che rientrano nei tempi della giustizia civile (7 anni in media per la vendita dell'immobile ipotecato), e comunque richiedono alla banca-creditore chirografario di "mettersi in coda" con la fila degli altri creditori che vengono ammessi ad un'unica procedura esecutiva.
Confermata dalla Direttiva 2006/48/CE, la precedente Direttiva 2000/12/CE relativa all'accesso all'attività degli enti creditizi ed al suo esercizio, definiva il valore del credito ipotecario come:

Questo aspetto attiene al perito incaricato, tenuto a considerare i parametri delle maggiori banche dati nazionali che si occupano di quotazioni del mercato immobiliare.
In Italia, come in molti altri Paesi, non esistono norme sull'estimo catastale, potendo per un principio di base dell'estimo il valore stimato variare drasticamente in base allo scopo della valutazione. La norma europea in questo senso prevede che il bene sia stimato ai valori di mercato correnti. La norma citata, valida per i mutui in essere fino al 2016, nulla indicava sul fatto che il giudice potesse prescrivere al perito incaricato l'adozione di uno standard internazionale di valutazione.
L'esperto nominato dal giudice dell'esecuzione per la stima dei beni immobili pignorati è equiparabile al consulente tecnico di ufficio ed è soggetto al regime di responsabilità previsto dall'art. 64 c.p.c..

Il consumatore non aveva il diritto di ottenere copia della perizia immobiliare estimativa per l'erogazione (intestata e quindi di proprietà della banca, anche se pagata dal cliente), elemento introdotto dalla Direttiva 2014/17/UE.

#### La direttiva 2014/17/UE
La Direttiva 2014/17/UE (cosiddetta "Direttiva mutui") non esclude l'applicazione a contratti di mutuo stipulati prima della sua entrata in vigore prevista a marzo 2016, mentre lascia agli Stati membri la possibilità di definire norme più stringenti a tutela dei consumatori (art. 2). Nel decreto di recepimento, l'Italia ha optato per la non-retroattività.
La Direttiva consente che (art. 28) «gli Stati membri non impediscono alle parti di un contratto di credito di convenire espressamente che la restituzione o il trasferimento della garanzia reale o dei proventi della vendita della garanzia reale è sufficiente a rimborsare il credito». L'Italia ha confermato il divieto di patto concessorio (secondo il quale l'intero ricavato dalla vendita, anche se superiore al debito residuo, rimarrebbe comunque nelle disponibilità della banca), e quindi il divieto di un trasferimento diretto al creditore della proprietà dell'immobile: dopo 18 rate non pagate, senza passare dal giudice, la banca può soltanto procedere alla vendita dell'ipoteca.

Il contratto di mutuo è interpretabile quale patto marciano che garantisce al debitore la eventuale plusvalenza da vendita all'incanto o all'asta. Inoltre, la stessa direttiva in modo coerente prevede che: «se a seguito di una procedura esecutiva rimane un debito residuo, gli Stati membri assicurano che siano poste in essere misure intese a facilitare il rimborso al fine di proteggere i consumatori».
Analoghe modalità erano già introdotte nel 2015 per il prestito vitalizio ipotecario, dopo 12 rate non pagate (stima ai valori di mercato, eccedenza del prezzo al debitore, non pignorabilità di altri beni oltre l'ipoteca).
La procedura di trasferimento "diretto" della proprietà al creditore è estranea alla tradizione giuridica italiana per la quale qualsiasi titolo di credito, anche un titolo immediatamente esecutivo nonostante opposizione come il credito alimentare o condominiale, deve comunque passare per il procedimento monitorio, al vaglio di un giudice che attesti l'esistenza di un credito certo, liquido ed esigibile, e il sussistere della proprietà di beni mobili o immobili aggredibili per il recupero del credito.
La stessa Direttiva introduce la possibilità di oneri (non penali) per estinzione anticipata (art. 25), non introdotti dall'Italia, e il fatto che gli Stati membri diano facoltà alla banca di modificare non retroattivamente il tasso debitore, numero e frequenza delle rate (art. 27), fatto che "è già in uso" e sul quale la norma di recepimento non interviene nuovamente. Tuttavia, i contratti di mutuo -anche per aspetti essenziali (quali durata o tipologia di tasso di interesse, spread)- possono subire variazioni senza tornare dal notaio, mediante scrittura privata, che il debitore deve comunque sottoscrivere con una propria firma conforme a quella depositata presso la banca, e la cui falsificazione di firma è soggetta a non punibilità di fatto.
La clausola di stima posteriore (al momento dell'esproprio) e affidata a un terzo potrebbe non essere sufficiente ad escludere un risultato coercitivo sulla parte debole.
Si prevede che la banca debba adottare procedure per gestire i rapporti con i consumatori in difficoltà nei pagamenti sotto la supervisione della Banca d'Italia: il consumatore acquisisce il diritto ad accedere a misure che gli permettano di rendere sostenibili le rate nel caso si trovi in difficoltà (sospensione della rata, sospensione della quota capitale, ecc.), prima di poter arrivare alla risoluzione del mutuo per grave inadempimento. È previsto che la Banca d'Italia detti disposizioni di attuazione, prevedendo anche l'applicazione di standard affidabili adottati dai finanziatori in sede di autoregolamentazione.
Il Decreto Salva-Banche n. 56/2016, in recepimento della Direttiva, dispone la possibilità di applicazione soltanto ai contratti conclusi fra banche e imprenditori iscritti al registro imprese (non con i consumatori), all'art. 2-Finanziamento alle imprese garantito da trasferimento di bene immobile sospensivamente condizionato. L'applicazione può essere retroattiva ai contratti di mutuo in essere, con modifica delle condizioni contrattuali tramite atto notarile (art. 2 comma 4).

Il trasferimento diretto della proprietà avviene dopo 6 mesi dal mancato pagamento di tre rate non consecutive, senza un limite di tempo massimo fra le tre rate (art. 2 comma 5); la pignorabilità con queste procedure è esclusa per la prima casa adibita ad abitazione principale del titolare, coniuge o parenti fino al terzo grado (art. 2 comma 3). Decorsi 60 giorni, il presidente del tribunale nomina un perito per una stima con relazione giurata, che il debitore può contestare (comma 6). La differenza tra valore di stima e debito inadempiuto con spese di trasferimento deve essere accreditata su conto corrente bancario, indicato nel contratto di finanziamento (comma 2 e 8), ciò a prescindere dai ribassi d'asta e dalla somma effettivamente realizzata con la vendita all'incanto.
Il d.lgs. n. 72/2016 recepisce la direttiva in materia di credito al consumo, a soggetti non imprenditori. La banca può mettere in vendita l'immobile ipotecato, dopo 18 rate non pagate (art. 120 quater c). Se il valore dell'immobile come stimato dal perito ovvero l'ammontare dei proventi della vendita è superiore al debito residuo, il consumatore ha diritto all'eccedenza: così formulata, la norma tutela il consumatore anche quando la vendita soddisfa il debito residuo, ma avviene a un prezzo distante dal valore reale di mercato stimabile.

La clausola per il trasferimento diretto della proprietà non può essere pattuita in caso di surrogazione nel contratto di credito (Art. 120-quinquiesdecies 3.). 
Il valore del bene immobile oggetto della garanzia è stimato da un perito indipendente scelto dalle parti di comune accordo ovvero, in caso di mancato raggiungimento dell'accordo, «nominato dal Presidente del Tribunale territorialmente con una perizia successiva all'inadempimento» (120-quater d) ).

### Negli Stati Uniti
La legge nazionale nella maggior parte degli Stati conferisce al mutuatario il diritto di restituire il bene ipotecato al creditore e interrompere i pagamenti, prima che questo venga pignorato (anche senza il consenso della banca). Inoltre, i privati, non solo le persone giuridiche, sono ammesse all'istituto della bancarotta e fallimento.

Ciò libera il debitore da ogni altra obbligazione verso la banca, restando a questa il compito di mettere all'asta il bene e recuperare il credito, senza che questa possa aggredire altre proprietà del mutuatario oltre al bene dato in garanzia. La banca assume quindi un rischio di controparte, legato al fatto che la vendita dell'immobile ipotecato non basti a coprire il debito residuo.
Comunicata la decisione alla banca, il debitore entro uno o due mesi riceve l'avviso di default. Dopo altri 3 mesi inizia l'azione esecutiva, e può ricevere l'ordine di liberare l'immobile e andarsene. Se il debitore opta per presentare istanza di fallimento, ha altri tre mesi prima di lasciare l'immobile.
La procedura di recupero del credito è radicalmente diversa dall'Europa, e molto più vantaggiosa per i debitori.

Nel nostro ordinamento la garanzia del creditore non è limitata al solo bene ipotecato, ma se questo non è sufficiente, la banca può rivalersi su qualsiasi altra proprietà, né la legge pone un tetto minimo al prezzo di vendita all'incanto che, per facilitare il recupero del credito, può collocarsi fortemente al di sotto dei valori peritati e di mercato.
D'altra parte, il mutuo nei Paesi anglosassoni è una scrittura privata, non un atto pubblico notarile, per cui la banca può unilateralmente variare le condizioni, per esempio chiedere nuovi beni in ipoteca, in caso di negative equity del settore immobiliare.

### Fallimento del creditore
A garanzia dei mutuatari, il mutuo è contrattualizzato con atto notarile pubblico, che quindi non è più modificabile né dal soggetto erogante né da terzi che subentrano nella titolarità del mutuo, salvo accordo scritto di entrambe le parti.
Pertanto, il fallimento del creditore e la cessione a terzi del credito sono trasparenti per il mutuatario, che avrà lo stesso piano di ammortamento, fornendo le stesse garanzie di partenza.
Nel peggiore dei casi, una banca non può fallire e finisce in liquidazione coatta amministrativa. Le società finanziarie, invece, come normali imprese, sono ammesse all'istituto del fallimento.
I soggetti terzi, che hanno diritti verso il mutuante, possono rivalersi verso i crediti vantati nei confronti, ma non possono cambiare la modalità di rimborso, o aggredire le ipoteche di 1º grado. Se il mutuatario paga regolarmente e il titolare del mutuo fallisce, i suoi creditori non possono pignorare i beni dati in garanzia con ipoteca di 1º grado, né esigere l'intero debito residuo o accelerarne il rimborso.

#### Crisi di liquidità di una banca terza al rapporto di mutuo
Se è invece in corso un blocco dei prelievi presso l'istituto nel quale il mutuatario ha il conto corrente (con tutte le sue entrate: accredito di salario e pensione, affitti e redditi vari, deposito di denaro, libretti di risparmio e altri titoli al portatore ecc.), le norme nemmeno in questo caso non prevedono una sospensione delle rate di pagamento verso un terzo istituto di credito o società finanziaria e relativo blocco delle azioni esecutive per il recupero del credito, sebbene l'impedimento a pagare derivi da cause di forza maggiore ad esso sterne, quali il fallimento o l'amministrazione controllata di una banca.

#### Mancato pagamento di una rata
Nessuna norma europea impone la sospensione o differimento dei pagamenti in caso di temporanea difficoltà del mutuatario, facoltà che resta a discrezione della banca, in alcuni tipi di prodotti prevista esplicitamente nel contratto. In linea teorica, alla prima rata non corrisposta il mutuante ha il diritto, in genere previsto nel contratto, di risolvere il rapporto e chiedere il pagamento dell'intero debito residuo, ovvero di procedere all'azione esecutiva.

### L'anticipata estinzione
Anche se potrebbe apparire in un certo senso illogico, e anche se la materia è discussa, la richiesta di estinzione anticipata del mutuo da parte del mutuatario è considerata inadempimento, poiché dalla cessazione del rapporto dipende un mancato titolo del mutuante a richiedere interessi per la residua parte di tempo di durata del mutuo originariamente prevista: per comprendere meglio questo meccanismo, potrebbe essere utile un esempio. Se, si ponga, in un mutuo originariamente previsto per una durata di 10 anni, il mutuatario richiede di saldare il suo debito dopo (diciamo) 7 anni, egli dovrà corrispondere al mutuante l'intero capitale residuo e gli interessi già venuti a maturazione; il contratto, però, stabiliva che il mutuante dovesse continuare a percepire interessi sul denaro prestato per altri tre anni.
Il mutuatario perciò (nell'ottica del contratto) non consente al mutuante di percepire gli interessi sul previsto impiego del capitale per gli anni restanti; in questo consisterebbe l'inadempimento, poiché egli si era obbligato a pagare il prestito ottenuto con un prezzo (interessi) stabilito in base alla durata del rapporto e per questo numericamente assommante ad un dato importo.
L'argomento, spinoso quanto pochi in materia, è in pratica interpretato come azione che danneggia il mutuante in termini di lucro cessante; è fonte di dibattuta dialettica l'obiezione che il mutuante, tipicamente una banca, nel momento in cui delibera la concessione del mutuo, a sua volta si garantisca la provvista di denaro necessaria per l'operazione calcolandola con riferimento alla durata prevista e dunque prevedendo costi ed accantonamenti (oltre che suoi propri ammortamenti) in funzione di tale operazione, come dimostrerebbe la dettagliata previsione di un piano di ammortamento.
A tale obiezione si ribatte che, soprattutto nel caso decisamente prevalente che la concessione di mutui sia oggetto proprio dell'attività d'impresa del mutuante, l'anticipata estinzione debba considerarsi a tutto titolo elemento del rischio di impresa, e dunque materia che non dovrebbe poter riguardare (e riverberarsi su) un mutuatario che intenda per etica (per certi aspetti socialmente considerati lodevoli) o per vantaggio risolvere al più presto una situazione debitoria; che di questo rischio d'impresa il mutuante sia ben al corrente sin dal principio, tanto da non potersi conferire all'estinzione anticipata carattere di eccezionalità, ma che anzi questa sia considerata uno dei possibili esiti del rapporto, sarebbe dimostrato dalla ordinaria presenza di apposite previsioni contrattuali sullo sconto.
A bilanciamento di tale imprevista variazione, in guisa di penale, il mutuatario è infatti tenuto a corrispondere al mutuante un importo detto "sconto", già previsto nel contratto di mutuo e in genere riferito a una percentuale (in media dallo zero al 4%) sull'ammontare degli interessi previsti per il periodo compreso fra l'anticipata estinzione e l'originariamente prevista scadenza del mutuo. In genere i mutui a tasso variabile prevedono una commissione molto più bassa di quelli a tasso fisso. La causa di questa differenza è legata al tipo di provvista che deve fare la banca.

#### Il secondo decreto Bersani
Il secondo decreto Bersani ha vietato l'applicazione di penali od oneri di alcun tipo per anticipata estinzione parziale o totale dei mutui. I clienti possono scegliere di vendere l'immobile ipotecato ed estinguere il mutuo, pagando il debito residuo.
Il mutuatario può decidere per l'estinzione parziale. Senza alcun onere o penale, può decidere di versare una somma, eccedente la normale rata annua, in conto capitale: questa parziale estinzione va a ridurre il debito residuo, e la banca è tenuta a ricalcolare la rata di conseguenza, in base allo stesso schema di pagamento (interesse al tasso capitale pattuito alla stipula del mutuo, durata, rata, tipologia di tasso). Quindi l'anticipata estinzione va a ridurre l'importo della rata, a parità di numero di rate da pagare.
Le clausole contrattuali che prevedano una penale o diversi oneri per l'anticipata estinzione, sono nulle per i mutui accesi dopo l'entrata in vigore del decreto, restano in vigore per i contratti stipulati in data antecedente.
La legge finanziaria del 2008 (legge n. 244 del 24 dicembre 2007) ha stabilito che tale diritto permane anche in caso di accollo del mutuo. Il diritto all'estinzione anticipata sussiste anche se in precedenza il mutuo era in carico a soggetti che non avevano i requisiti richiesti: soggetto privato e finalità di acquisto di un'abitazione.
L'anticipata estinzione parziale non obbliga l'istituto di credito ad abbreviare la durata del mutuo. Il cliente potrebbe utilizzare le somme versate alla banca per ottenere una rata più bassa senza cambiare la durata, oppure, a parità di rata, abbreviare la durata del mutuo. Questa seconda opzione richiede di stipulare un nuovo mutuo e delle spese accessorie.

### Portabilità dell'ipoteca e surrogazione del mutuo
Il citato Decreto Bersani ha semplificato oneri e procedure per l'avvio di un mutuo con un istituto di credito che offre condizioni migliori al cliente.
La facoltà di surroga del mutuo su volontà del debitore era un diritto previsto all'art. 1202 del codice civile. Il Decreto Bersani ha introdotto una serie di procedure e norme volte a garantirne un'effettiva applicazione.

Per evitare dubbi interpretativi, prevede che sia nulla ogni pattuizione che
ostacoli in qualche modo l'esercizio di questo diritto legittimo.

Il Decreto fiscale del 6 luglio 2009, art. 2, comma 3 ha introdotto una penale per le banca che non perfeziona la surroga entro 30 giorni dalla richiesta. La banca è sanzionata nella misura dell'1% del valore del mutuo per ogni mese di ritardo. La banca originaria viene considerata sempre responsabile anche se quest'ultima ha la facoltà di rivalersi sulla banca cessionaria (nuova banca).
La Bersani-bis introduce una novità per l'esercizio della surrogazione: la portabilità dell'ipoteca. In precedenza, era necessario cancellare l'ipoteca e, estinto il vecchio mutuo, iscrivere una nuova ipoteca con l'istituto di credito subentrante.
In base alle nuove regole, anziché cancellare l'ipoteca, nei Registri Immobiliari il notaio effettua un cambio di attore, indicando il nome del nuovo creditore con una nota a margine della vecchia ipoteca.
Secondo la legge finanziaria del 2008, le spese di nuova istruttoria e perizia e ogni altro onere sono a carico della banca subentrante, fatto salvo l'onorario notarile.
In base al citato decreto Bersani, la banca non può operare un'autosurroga, per stipulare un mutuo a nuove condizioni. La surroga è finalizzata alla portabilità dell'ipoteca, e vale soltanto fra istituti differenti.

Tuttavia, se il cliente chiede una surroga, la banca può proporre una rinegoziazione e cambiare le condizioni contrattuali in modo più favorevole al cliente, con il consenso scritto di entrambe le parti.
Se si modifica il contratto col proprio istituto di credito, non si tratta di surroga, ma di rinegoziazione. La rinegoziazione quindi non riguarda solo l'applicazione del Decreto Tremonti per l'allungamento della durata, ma la ridefinizione di un qualunque aspetto del piano di ammortamento: durata, rata, interesse, spread, tipo di tasso.
La surroga e il confronto di preventivi di altre banche è anche un'opportunità per ottenere una rinegoziazione e condizioni migliorative dal propri istituto di credito.
La surroga avviene tramite una semplice procedura interbancaria formalizzata dall'ABI. La nuova banca invia a quella di origine una richiesta di surroga, senza specificare la filiale dove il cliente ha il conto corrente e paga il mutuo. La banca dovrà indicare il debito residuo e una quietanza di pagamento a favore del cliente.
Di fatto, la surroga si conclude con mezzi esterni alla procedura ABI (telefono, e-mail, ecc.) perché la procedura non consente di indicare il CAB della filiale della nuova banca e della vecchia, e di scambiarsi tutte le informazioni necessarie. Perciò, la filiale deve essere contattata quanto meno per decidere data e persona incaricata per recarsi dal notaio, una prima stima del debito residuo, i tempi per il calcolo "ufficiale" e quelli per la stesura della minuta di mutuo da parte del nuovo istituto.

#### Disdetta e rimborso delle polizze assicurative
Non essendo obbligatoria per legge nessuna polizza sul bene ipotecato, nemmeno quella contro incendio e scoppio, la Bersani II nulla precisa in merito alla gestione delle coperture assicurative in caso di surroga. Spesso, la banca obbliga il cliente a stipulare l'assicurazione con una società del proprio gruppo, e pagare nuovamente, laddove la surroga dovrebbe essere completamente priva di costi per il cliente.
Secondo il codice delle assicurazioni, il cliente ha diritto a disdettare qualsiasi polizza poliennale con preavviso di 60 giorni, senza la quale il contratto è tacitamente rinnovato per l'anno corrente, e chiedere il rimborso, entro 60 giorni dalla disdetta e secondo le modalità da questi indicate, degli anni di premio pagati e non goduti. Tale periodo decorre come minimo dal quinto anno, non potendo per il codice civile la polizza essere vincolata al rimborso di più di 5 anni.
Per le assicurazioni sul bene ipotecato, come quella contro incendio e scoppio, la banca subentrante può accettare un cambio di vincolo della polizza a proprio favore. In questo modo, cambiando il beneficiario, chi richiede la surroga non deve pagare nuovamente tutte le coperture assicurative.

Se, invece, la banca subentrante o il cliente scelgono di stipulare nuove polizze con altre compagnie assicurative, il cliente deve inviare disdetta alla vecchia compagnia e chiedere il rimborso entro 60 giorni degli anni di premio non goduti mediante assegno postale o accredito in conto presso la vecchia banca, fornendo il numero identificativo della polizza, eventualmente copia per conoscenza all'IVASS e alla banca cedente.

### Posticipata estinzione
Uno dei primi provvedimenti del IV governo Berlusconi è stato un decreto del ministro Tremonti che, per i mutui a tasso variabile, su richiesta del mutuatario, ha "obbligato" il mutuante a prolungare la durata del prestito, mantenendo costante la rata.
Si tratta di una dilazione onerosa di pagamento, per la quale la banca concede una maggiore durata del prestito e guadagna una quota interessi e un montante maggiori. Il provvedimento ha una particolare utilità nei casi in cui la rata abbia già raggiunto un livello insostenibile per il reddito del mutuatario, a rischio di insolvenza.
La differenza del debito finisce in un conto accessorio, che il cliente inizia a pagare solamente dopo aver estinto il mutuo, al quale la banca applicherà l'Eurirs a 10 anni e uno spread massimo dello 0,5. La legge non specifica se l'interesse debba applicarsi al solo debito residuo, cosa ovvia nella prassi bancaria. Ciò ha data luogo all'applicazione anche agli interessi passivi già versati, alla pratica nota come anatocismo.
La legge non indica nemmeno quante volte la banca debba concedere la rinegoziazione. Alcuni istituti concedono di prolungare la durata del mutuo per una sola volta per tutta la sua durata.
In questo modo, viene evitato uno dei rischi che ha portato alla crisi dei mutui subprime americani. Con il prolungamento della rata si evita che un rialzo dei tassi di interesse porti la rata dei mutui a tasso variabile a un livello non più sostenibile per le famiglie, all'insolvenza e conseguenti pignoramenti.

### Risoluzione del contratto
Se il mutuatario difficilmente ottiene una modifica delle condizioni contrattuali e prima del 2007 doveva corrispondere una penale per l'estinzione anticipata, il mutuante ha facoltà di rescindere unilateralmente il contratto in qualunque momento, se chi riceve il finanziamento viene meno a una delle obbligazioni previste nella clausola risolutiva o in altre parti del contratto.
La Legge finanziaria del 2008, come detto, ha abolito le penali per estinzione anticipata del mutuo, su richiesta del mutuatario.
Possono avere luogo, tuttavia, penali nel momento in cui il mutuatario è inadempiente davanti a legittime nuove obbligazioni richieste dalla banca, come la risoluzione espressa del contratto o la richiesta di reintegro delle garanzie.
La clausola risolutiva espressa limita tale facoltà per specifiche obbligazioni, e non è applicabile per circostanze generiche.
La specificità non significa soggettività della circostanza, ovvero che l'inosservanza dell'obbligazione debba dipendere esclusivamente da un comportamento non corretto del mutuatario, e abbia dunque la caratteristica di prevedibilità. Un motivo di risoluzione, ad esempio, può essere un mancato reintegro delle garanzie, per lui non prevedibile, per il mutuatario, in cui il mutuatario non soddisfa le richieste della banca.
La rescissione comporta la restituzione in tempi rapidi dell'intero debito, con gli interessi previsti e un eventuale penale.

### Cancellazione dell'ipoteca
La cancellazione dell'ipoteca è un atto notarile, dai costi paragonabili a quelli dell'iscrizione.
In base al Decreto Bersani, quando è estinto il debito residuo con la banca, l'istituto è obbligato a darne comunicazione alla locale Agenzia del Territorio, che procede d'ufficio e gratuitamente alla cancellazione, senza oneri per il mutuatario.
In caso di ipoteca perenta, la comunicazione della banca viene respinta dall'Agenzia del Territorio. Conseguentemente, il cliente deve necessariamente rivolgersi direttamente al notaio per la cancellazione.

## Mutui in valuta estera
Il mutuo può essere erogato in una valuta differente da quella dell'atto di compravendita.

Il cliente potrebbe richiedere un mutuo in euro per acquistare un bene al di fuori dell'Unione, o al contrario chiedere un mutuo in valuta estera per comprare un bene in euro.
La banca nel contratto del mutuo può stabilire che il mutuo sarebbe stato erogato alternativamente su provvista in valuta nazionale o in valuta estera.
Se si chiede un mutuo in valuta estera, l'importo sarà convertito nella valuta di acquisto del bene, al cambio riferito alla data di erogazione del mutuo, che può essere contestuale o differita rispetto a quella della compravendita. Banca e cliente concordano il tasso di cambio da utilizzare come riferimento per l'erogazione del mutuo e per il rimborso di tutte le rate.
Se non dispone di una fonte di reddito nella valuta del mutuo, ad esempio se paga il mutuo tramite canalizzazione della pensione o dello stipendio in euro, l'importo della rata sarà ricalcolato in euro applicando il cambio corrente alla data dell'addebito. La rata quindi non è nota a priori nemmeno per i mutui a tasso fisso in valuta estera.
Il cliente sceglierà una valuta che ha una tasso di cambio favorevole con l'euro, relativo al suo reddito, e con la valuta di acquisto del bene, quindi superiore a 1 con entrambe.
Il mutuo in valuta estera è associato a un alto rendimento in termini di risparmio sulla rata, sia per la quota capitale che per la quota interessi. È associato pure ad un alto rischio, dovuto alla forte volatilità dei cambi. I tassi di cambio normalmente sono prevedibili nell'orizzonte temporale dei giorni, dei mesi, per le valute più stabili, raramente di pochi anni se sono in atto trend di crescita o decrescita.
A parziale o totale copertura contro il rischio di cambio, il cliente sottoscrive dei derivati, che possono mitigare o azzerare del tutto la potenziale perdita derivante dalla volatilità delle monete. Il prezzo sarà più alto quanto più è ampio l'intervallo di cambio euro/valuta estera per esercitarlo. Al limite, la copertura è al 100% per un'opzione call che impegna la controparte ad acquistare a cambio 1 per tutti i valori del cambio euro/valuta estera sfavorevoli, vale a dire l'intero intervallo da 0 a 1.

Il prezzo di questa "assicurazione" per il rischio di cambio riduce il risparmio derivante da un mutuo in valuta estera. Il pay-off per euro investito sarà pari a profitto e perdita attesa: la perdita data dal prezzo del derivato, e dalla probabilità di cadere in intervalli di cambio minori di 1 non coperti; il profitto atteso per euro investito sarà dato dal prodotto dai valori di cambio maggiori di 1 con la relativa probabilità.
La valuta del mutuo non necessariamente è la moneta di un Paese estero, potrebbe essere una valuta di riferimento calcolata su un paniere di monete nazionali, come è avvenuto in passato per i mutui denominati in ECU.

## Mutui per la casa
La maggior parte dei mutui è concessa con vincolo di destinazione, ovvero deve essere espressamente specificato per quali scopi verrà utilizzato il denaro preso a prestito, che cosa si acquisterà con esso.
I mutui per l'acquisto della prima o seconda casa costituiscono la maggior parte dei mutui concessi dalle banche. L'ammontare del capitale erogato non può superare un importo il cui rimborso annuale sia in genere il 30% del reddito del nucleo familiare (salario e altre entrate) del richiedente; in pratica, se la famiglia del mutuatario ha un reddito annuo di 100, non può stipulare mutui che le costino più di 30 all'anno per i rimborsi (somma dei pagamenti nell'anno), e dunque l'importo del capitale massimo erogabile si calcola a partire dall'importo della rata di rimborso.
Inoltre, l'importo massimo erogabile è condizionato al valore del bene prestato in garanzia: da qualche anno, una certa deregulation del mercato consente di registrare offerte di mutui che arrivano a coprire il 100% del valore di perizia dell'immobile, determinato da un esperto di estimo incaricato dalla banca. La perizia eseguita a questi fini, pur se formalmente tesa a individuare "il più probabile valore venale in comune commercio" del bene, deve tener conto dell'aspetto prospettico della sua eventuale utilità, poiché in ragione della cospicua durata del mutuo e della possibile modificazione nel tempo degli equilibri fra i molti parametri da prendere in esame, essa deve ponderatamente restituire un valore di garanzia sostanziale in favore dell'ente erogante, tale che nell'ipotetica necessità di esitazione alla vendita forzata del bene, che potrebbe accadere in un imprecisato momento del rapporto, si disponga di un valore stabilmente tenutosi realistico. Ciò determina in genere una differenza fra l'importo di perizia ed il valore commerciale effettivo del bene, detraendosi da questo valori che rendano ragione dei rischi di deperimento tecnico-fisico e delle eventuali modificazioni del mercato di riferimento.
Il mutuante in genere appone dei correttivi di sicurezza ai valori di perizia, in modo da ulteriormente affinare il rapporto fra rischio (capitale erogato) e garanzia (beni ipotecati); questi dipendono da molti parametri e sono calcolati anche con algoritmi statistici.
La concessione del mutuo è in genere subordinata alla disponibilità di un reddito stabile ed attendibile, ad esempio un contratto di lavoro a tempo indeterminato (stipulato da almeno 4 anni) o di altri redditi stabili (per il lavoro autonomo, si fa luogo a ragionata analisi degli ultimi fatturati).
Stanti alcune condizioni personali soggettive tipiche della categoria, si registra invece una sempre maggior difficoltà di ottenimento di mutui da parte dei lavoratori pensionati; questa tendenza, che riguarda un numero crescente di istituti e rischia di elevarsi a regola, viene talvolta giustificata con freddi e sgradevolissimi argomenti - asseritamente desunti dalla statistica - sull'aspettativa di vita. Si sostiene - quando non smentito - che ovviamente sia più facile che un mutuatario pensionato possa morire in corso di contratto, originando problematiche successorie nelle quali la banca non troverebbe economicamente vantaggioso ingerirsi. Da altri si ribatte invece che tale tendenza manifesterebbe una previsione di abbattimento del potere d'acquisto dei pensionati, con effetti sulla puntualità o sul completamento dei rimborsi e possibili implicazioni legate a possibili condizioni di difficoltà degli anziani (ad esempio, per necessità sanitarie). In ogni caso, questo limite è visto dalla maggioranza degli osservatori come fortemente penalizzante e discriminatorio nei confronti dei pensionati.
Esistono mutui a rata fissa con interest cap, ovvero a tasso variabile entro un massimo interesse che è intorno al 4%. in altri Paesi d'Europa sono diffusi mutui misti, a tasso variabile i primi 5-10 anni, in cui è più attendibile una previsione sui tassi; rinegoziabili a tasso fisso prestabilito oppure a tasso variabile per il periodo successivo.
I tassi di riferimento a livello europeo nell'erogazione dei mutui sono l'Eurirs o Irs (Interest rate swap) per i mutui a tasso fisso e l'Euribor per quelli a tasso variabile, per il valore calcolato il giorno della firma del contratto.
L'allineamento dei tassi di riferimento alla media europea, la standardizzazione dei metodi di calcolo di rate e interessi, e delle clausole relative ai mutui bancari, da alcune organizzazioni di tutela dei consumatori e da alcuni movimenti politici sono stati ritenuti prova dell'esistenza di un supposto cartello bancario e di un'assenza di concorrenza nel settore, piuttosto che di un mercato efficiente con una totale simmetria informativa e condivisione delle informazioni rilevanti.
L'interesse applicato ai mutui per la casa è in genere superiore al rendimento di un investimento come quello in titoli di Stato; la comparazione è consentita dalla analoga caratteristica del rischio basso o nullo, essendo l'ipoteca su bene immobile e durevole (spesso lo stesso bene nel quale il mutuatario direttamente va ad abitare) una tutela del creditore congrua per quantità e valore.
I mutui a tasso variabile consistono nell'erogazione di un prestito ad un interesse prefissato che varia nel tempo e viene ricalcolato rispetto ad un indice di riferimento (esempio Euribor) più un certo guadagno percentuale (mark-up per l'istituto di credito, il tasso può variare di alcuni multipli e il contratti tipicamente non prevedono un interesse massimo applicabile.

## Cessione a terzi del mutuo
La banca può trasferire a terzi la titolarità del credito, tramite la cartolarizzazione del mutuo.
In base alla legge n. 130 del 30 aprile 1999, introdotta dal governo D'Alema, la banca può trasferire il credito senza che necessiti il consenso o l'informazione del debitore.
Il mutuo, una volta contrattualizzato con atto notarile, non può essere modificato nemmeno da un cambio di titolarità del mutuante. Anche se viene cartolarizzato e ceduto a terzi, il mutuatario continua a pagare secondo lo stesso piano di ammortamento (tipologia di tasso, debito residuo) e con le stesse garanzie ipotecarie.

La continuità contrattuale e operativa del mutuo fondiario non è presente in tutti Paesi: negli Stati Uniti, dove non esiste l'ordine dei notai e i mutui non sono atti pubblici, le società che acquisivano mutui subprime o titoli da questi garantiti, potevano modificare unilateralmente l'interesse o chiedere un reintegro delle garanzie ipotecarie.
La banca cede il credito e riceve in cambio una percentuale, indicativamente dal 10 al 50% del credito.

Il cliente continua a pagare le rate dal mutuo alla banca cedente, che periodicamente gira l'importo della rata alla società che ha acquisito il mutuo.

La società che acquisisce il credito spesso emette a fronte di questi delle obbligazioni garantite dai mutui. A volte, la società appartiene allo stesso gruppo della banca cedente, per cui l'operazione non è in perdita: la banca cedente registra una perdita che consente un risparmio fiscale, la società veicolo non paga tasse, perché l'attivo dei crediti acquisiti è compensato dalle obbligazioni emesse.
Per chiedere una surroga, sostituire o rinegoziare il mutuo, il cliente continuerà a rivolgersi alla banca cedente, che rimane l'unico riferimento anche per i mutui cartolarizzati. La cartolarizzazione non comporta particolari problemi per le operazioni di surroga, sostituzione o rinegoziazione.
La cessione di un credito, in generale, può avvenire pro solvendo o pro soluto. La cessione rappresenta, quindi, una perdita secca per la banca, che si libera di un portafoglio di crediti che ritiene di scarso rendimento, a rischio o inesigibile, ripulendo i suoi bilanci.
Se cede il credito  pro soluto, la nuova società avrà intestata l'ipoteca, potrà utilizzarla come garanzia a favore di obbligazionisti, avrà una perdita se il cliente non paga, e la banca cedente sarà un intermediario per il pagamento delle rate e la gestione amministrativa.

Se il credito è ceduto  pro solvendo, la banca cedente avrà intestata l'ipoteca, se il cliente non paga dovrà anticipare il credito alla società che accetta la cartolarizzazione, rivalendosi poi sul mutuatario.

In entrambi i casi, sono a carico della banca cedente l'invio al cliente delle quietanze di pagamento delle rate, l'avvio delle pratiche per surroga/rinegoziazione/sostituzione/accollo del mutuo, la presenza e firma presso il notaio dei relativi atti: la società subentrante non prende parte alla stipula degli atti notarili.
Un Decreto del IV Governo Berlusconi ha introdotto un termine massimo di 30 giorni per completare la richiesta del cliente, e una penale pari all'1% del debito residuo, che la banca cedente deve pagare al mutuatario per ogni mese di ritardo oltre tale termine. Risponde sempre la banca cedente, anche quando la responsabilità è di terzi e in particolare il ritardo deriva da negligenze del nuovo istituto, potendo questa eventualmente esercitare rivalsa. Ciò avviene allo scopo di evitare un conflitto di attribuzione delle responsabilità fra i due istituti, che vanificherebbe la protezione che le penali forniscono ai mutuatari.

## Alternative al mutuo

### Mutuo nei Paesi Islamici
Il Corano e la tradizione orale vietano categoricamente il prestito a interesse, qualunque sia l'interesse applicato e lo scopo del prestito, affermando che non c'è distinzione fra prestito a interesse e usura.
Il guadagno è legittimo se associato a un rischio, che deve essere un rischio d'impresa.
Esiste anche un rischio finanziario, ma la tradizione porta a un'interpretazione condivisa che legittima un profitto sul denaro soltanto a fronte di un rischio d'impresa e di un investimento produttivo (in beni e servizi).
Il diritto islamico vieta sia l'applicazione di interessi passivi che di interessi attivi. Per cui i musulmani non percepiscono alcun guadagno dai risparmi depositati in banca su un conto corrente.
Ciò è un incentivo alla circolazione della moneta in quanto soltanto con un investimento produttivo, esistono forme giuridiche che consentono al proprietario del denaro di ottenere un profitto.
La colpa riguarda con analoga gravità non solo chi presta il denaro, ma anche il fedele che adempie al pagamento di un interesse. Ciò vale anche avendo contratto degli obblighi legali in Paesi di diritto non islamico.
Vari sforzi reinterpretativi hanno tentato di rendere meno categorico questo divieto, senza arrivare ad un nuovo orientamento dottrinario.
Perciò, il diritto islamico impone mutui a tasso zero dei quali usufruiscono i musulmani, che ne fanno richiesta anche in Europa. In alcuni Paesi islamici non sono le banche locali a essere impegnate in questa attività; il denaro prestato è quello della zaqat, l'elemosina obbligatoria per tutti i cittadini e imprese di diritto islamico.
Altre esperienze di mercati con prestiti a interesse zero furono in passato: le fiere dei cambi rinascimentali, le banche mutualistiche e cooperative, il venture capital, gli esperimenti di denaro a scadenza durante la Grande Depressione ad alcuni esperimenti di monete locali.

### Immobile a rate
Per i musulmani è illecito pagare o ricevere interessi di qualunque ammontare. Essendo i mutui di fatto vietati dal Corano, è stato studiato l'acquisto di casa a rate.
Saltando l'intermediazione bancaria, l'inquilino paga un affitto mensile maggiore dei prezzi concordati per area territoriale, con riscatto finale della casa.
Una forma simile di finanziamento ha lo scopo di favorire una relazione diretta fra acquirenti e venditori, e che eviti l'intermediazione bancaria e il pagamento degli interessi.
Un'alternativa è la vendita a saldo posticipato, che viene versato in successive tranche da completarsi entro pochi anni, e in questa formula si stipula un atto notarile di compravendita nel quale l'acquirente s'impegna a pagare un prezzo determinato entro un periodo stabilito, offrendo in garanzia cambiali ipotecarie a scadenze opportunamente ripartite (secondo quanto pattuito fra le parti), titoli cioè sulla base dei quali viene iscritta ipoteca (in genere solo di I grado) a favore del venditore, così che in caso di mancato pagamento questi possa rivalersi sul cespite. Sin dal rogito l'acquirente è giuridicamente proprietario a tutti gli effetti, e la sua potestas è diminuita solo dalle iscrizioni ipotecarie, che diverranno inefficaci con le progressive perenzioni dei singoli crediti per gli effettuati pagamenti alle scadenze, o solo all'avvenuto saldo, a seconda dei patti e delle formule prescelte.
In Italia è in uso la forma contrattuale dell'acquisto a riscatto. Il codice civile disciplina solamente la vendita con patto di riscatto, per cui il riscatto del bene è un'opzione a favore del solo venditore, non dell'acquirente. L'acquirente può esercitare questa opzione se è prevista nel contratto o nel caso di leasing. Non necessariamente si tratta di una scrittura privata. Ad esempio, nelle compravendite di immobili soggetti all'edilizia agevolata, l'opzione di riscatto è menzionata nell'ambito di un regolare atto notarile.
Un'alternativa è l'affitto a riscatto, che si stabilisce con un preliminare di vendita a 3-4 anni. Il preliminare è un atto di natura non notarile, che deve essere trascritto entro un anno dalla stipula per produrre effetti vincolanti tra le parti, validi per ulteriori tre anni, entro i quali deve essere concluso un atto che comporta il trasferimento di proprietà.

Nei tre anni di godimento dell'immobile (intercorrenti fra la stipula del preliminare e l'acquisto definitivo), il futuro acquirente dovrà avere un normale contratto di locazione col proprietario.

Col preliminare non viene trasferita la proprietà del bene, ma si produce l'obbligo per il venditore di cedere il bene all'acquirente, entro una certa data e un prezzo prestabiliti. entro tre anni dalla trascrizione del preliminare, le parti devono perfezionare l'accordo con un secondo atto, il contratto di compravendita che viene stipulato dal notaio. Il preliminare può indicare anche la modalità di pagamento, ovvero che al momento della compravendita l'acquirente "riscatterà" gli affitti pagati nei 3-4 anni a titolo di anticipo sul prezzo di compravendita, pagando la quota residua.

### Prestito vitalizio
Prestito vitalizio ipotecario: Un provvedimento recente del governo autorizza banche e società di intermediazione (autorizzate dal D. Lg.vo n. 58/1998, recante Testo unico sulla finanza) ad erogare prestiti fino al 50% del valore dell'immobile a persone fisiche sopra i 65 anni senza obbligo di pagamento né di capitale né degli interessi. L'onere del saldo è lasciato agli eredi, che dovranno effettuarlo in unica soluzione pena la perdita dell'immobile giacché il prestito è assistito da ipoteca di primo grado su un immobile ad uso di abitazione.

## Trattamento fiscale in Italia
Gli interessi passivi di un mutuo, destinato all'acquisto dell'abitazione principale, in Italia sono detraibili dall'imposta sui redditi delle persone fisiche.
La misura della detrazione è del 19% su un limite massimo di 4.000 euro da ripartire tra gli intestatari del mutuo.
La detrazione spetta al pieno proprietario o al nudo proprietario, mai all'usufruttuario.
Il mutuante perde il diritto alle agevolazioni per la prima casa se affitta l'immobile prima di due anni o lo vende prima di 5 anni, dalla data dell'acquisto. In uno di questi casi, è tenuto a restituire all'erario un'imposta di plusvalenza pari al 20% del prezzo di vendita della casa (non del valore catastale).
Dall'onere è escluso il caso di sublocazione di parte dell'immobile, o di vendita seguita da acquisto di un nuovo immobile, con mutuo, entro un anno dall'atto di vendita.
La norma è stata approvata con lo scopo di ostacolare la speculazione edilizia, le compravendite a scopo di lucro.